# Pemusiran (Nipah Panjang)
Pemusiran is een bestuurslaag in het regentschap Tanjung Jabung Timur van de provincie Jambi, Indonesië. Pemusiran telt 1084 inwoners (volkstelling 2010).